# 逸架ぱずる
逸架 ぱずる（いつか ぱずる、8月15日 - ）は日本の漫画家。愛知県海部郡蟹江町出身。

## 作品一覧
連載中
- 暗殺猫（オンラインコミック［ちなこみ］、イラスト系リンク集サイト「TINAMI」上のWebコミックページ）※4コマ漫画、毎週土曜日更新

連載終了
- カエル王子（メンズヤング、双葉社）※4コマ漫画
- おなじ穴のムジナ（メンズヤング、双葉社）※4コマ漫画
- ふたつぶいちご♪（まんがライフオリジナル、竹書房）※4コマ漫画
- がんばろ・まい!（まんがタイムファミリー、芳文社）※4コマ漫画
- こーしょー19さい（メンズヤング→コミックハイ!、双葉社）※4コマ漫画

読み切りの作品
- 夏の終わりの蜃気楼（コンプエース Vol.1、角川書店）
- さくら色 オカンの嫁入り（原作：咲乃月音）携帯サイトワンコミにて2010年7月16日より配信開始（書籍化の予定はなし）

### 書誌情報
- はちみつミルク（松文館別冊エースファイブコミックス）※短編集、成人指定
  - 2004年11月15日発売 ISBN 4-7901-1364-7
- カエル王子（双葉社アクションコミックス）
  - 2005年7月28日発行 ISBN 4-575-93960-9
- ラグナロクオンライン 弓使いになろう!（エンターブレインマジキューコミックス）※ゲーパロ作品集、4コマ・非4コマ混在
  - 2005年11月25日発行 ISBN 4-7577-2507-8
- こーしょー19さい（双葉社アクションコミックスコミックハイブランド）全3巻

1. 2010年3月27日発行 ISBN 978-4-575-94273-6
2. 2011年7月12日発行 ISBN 978-4-575-94326-9
3. 2013年1月12日発行 ISBN 978-4-575-94375-7

- 私は凌辱を拒めない（松文館シガレットコミックス）※短編集、成人指定
  - 2011年9月28日発売 ISBN 978-4-7901-2404-7
- 声優お仕事コミックエッセイ『声優なれるかな？』（KADOKAWA（メディアファクトリー））
  - 2015年7月17日発売　ISBN 978-4-04-067733-0

### 学習まんが
- 週刊マンガ世界の偉人　第27号『ヘレン・ケラー』（朝日新聞出版）
- 週刊 なぞときガリレオのなぞとき大冒険（朝日新聞出版）
  - 8号『星座のふしぎに迫れ！』（監修：藤井旭、2014年6月15日号）
  - 18号『奇妙な古代生物を探索しろ！』（監修：宇佐美義之、2014年8月31日号）
  - 28号『海底の遺跡を探索せよ！』（監修：井上たかひこ、2014年11月9日号）
  - 38号『日本の神話を探れ！』（監修：山口正、2015年1月25日号）

### ゲーム原画
- アルバムの中の微笑み - （アセンブラージュ・原画）
- Memories Zero 〜蒼い光の約束〜 - （アセンブラージュ・原画）